# Telmatobius stephani
Telmatobius stephani är en groddjursart som beskrevs av Laurent 1973. Telmatobius stephani ingår i släktet Telmatobius och familjen Ceratophryidae. IUCN kategoriserar arten globalt som starkt hotad. Inga underarter finns listade i Catalogue of Life.